# Seba Calfuqueo
Seba Calfuqueo Aliste (Santiago, 28 de octubre de 1991) es una artista visual chilena de origen mapuche con inclinación por el uso del video, la cerámica y la performance.

## Biografía y trayectoria
De origen mapuche, Calfuqueo es Licenciada y Magíster en Artes Visuales de la Universidad de Chile. Se hizo conocida en la escena de arte chilena con su video performático "You will never be a weye", producido en 2013 y presentado en 2015.
Su obra incluye materialidades y prácticas como la instalación, la cerámica, la performance y el video. Su herencia cultural ha sido entendida por expertos como "un punto de partida desde el cual abordar críticamente cuestiones como el estatus social, cultural y político del sujeto mapuche en la sociedad chilena, así como también la relación entre identidad y colonialismo". Asimismo, visibiliza problemáticas en torno al feminismo y las disidencias sexuales.
En Chile ha exhibido de manera individual y colectiva en galerías, museos y centros culturales, destacando sus exposiciones en Galería Patricia Ready, Galería Metropolitana, Museo de Arte Contemporáneo de Santiago y Museo Nacional de Bellas Artes. 
Su obra es parte de la colección Centro Pompidou en Francia, Denver Art Museum en Estados Unidos, Museo MALBA en Argentina, Museo Thyssen-Bornemisza en España, Colección KADIST en Francia y el Museu de Arte Contemporânea do Rio Grande do Sul – MAC RS en Brasil. Ha participado de la 34° Bienal de São Paulo, la 12° Bienal del Mercosur, la 22° Bienal Paiz en Guatemala y la Semana del Arte de Ciudad de México 2024.
Actualmente es curadora del centro de exposiciones Espacio218 en Santiago de Chile y es parte del colectivo mapuche feminista Rangiñtulewfü.

## Reconocimientos
- 2016: Premio Jóvenes Talentos. Balmaceda Arte Joven y Fundación Mustakis. Santiago, Chile.[6]
- 2017: Primer lugar en la categoría performance, Premio Municipal Artes Visuales Talento Joven. Municipalidad de Santiago. Santiago, Chile.
- 2017: Mención honrosa, Encuentro de las Culturas. Ministerio de las Culturas, las Artes y el Patrimonio, Chile.
- 2018: Mención honrosa, Encuentro de las Culturas. Ministerio de las Culturas, las Artes y el Patrimonio, Chile.
- 2018: Premio de la Fundación FAVA, Chile.
- 2021: The Democracy Machine: Artists and Self-governance in the Digital Age. Eyebeam, Nueva York, Estados Unidos.[5]
- 2024: Premio Tequila 1800 por Obra país. Ciudad de México, México[7]